# Тест Ферма
Тест простоты Ферма в теории чисел — это тест простоты натурального числа n, основанный на малой теореме Ферма.

## Содержание
Если n — простое число, то оно удовлетворяет сравнению {\displaystyle a^{n-1}\equiv 1{\pmod {n}}} для любого a, которое не делится на n.
Выполнение сравнения {\displaystyle a^{n-1}\equiv 1{\pmod {n}}} является необходимым, но не достаточным признаком простоты числа. То есть, если найдётся хотя бы одно a, для которого {\displaystyle a^{n-1}\not \equiv 1{\pmod {n}}}, то число n — составное; в противном случае ничего сказать нельзя, хотя шансы на то, что число является простым, увеличиваются. Если для составного числа n выполняется сравнение {\displaystyle a^{n-1}\equiv 1{\pmod {n}}}, то число n называют псевдопростым по основанию a . При проверке числа на простоту тестом Ферма выбирают несколько чисел a. Чем больше количество a, для которых {\displaystyle a^{n-1}\equiv 1{\pmod {n}}}, тем больше шансы, что число n простое. Однако существуют составные числа, для которых сравнение {\displaystyle a^{n-1}\equiv 1{\pmod {n}}} выполняется для всех a, взаимно простых с n — это числа Кармайкла. Чисел Кармайкла — бесконечное множество, наименьшее число Кармайкла — 561. Тем не менее, тест Ферма довольно эффективен для обнаружения составных чисел.

## Скорость
При использовании алгоритмов быстрого возведения в степень по модулю время работы теста Ферма для одного a оценивается как O(log2n × log log n × log log log n), где n — проверяемое число. Обычно проводится несколько проверок с различными a.